# Rhopalozetes georgensis
Rhopalozetes georgensis är en kvalsterart som beskrevs av Engelbrecht 1972. Rhopalozetes georgensis ingår i släktet Rhopalozetes och familjen Microzetidae. Inga underarter finns listade i Catalogue of Life.